# قیام ۱۹۶۴ حماة
قیام ۱۹۶۴ حمات اولین درگیری جدی بین اخوان‌المسلمین سوریه و حزب بعث سوریه بود که اخیراً کنترل حکومت سوریه را در دست گرفته بودند. این قیام در آوریل ۱۹۶۴ و به فاصله نزدیکی از کودتای حزب بعث در سال ۱۹۶۳ رخ داد. ارتش عربی سوریه این قیام را با سلاح‌های سنگین سرکوب کرد و موجب کشته شدن ۷۰ الی ۱۰۰ نفر از قیام کنندگان و تخریب بخشی از حمات قدیم شد. با این وجود حمات همچنان مرکز فعالیت اسلام گرایان باقی ماند و قیام اخوان المسلمین سوریه که از ۱۹۷۶ تا ۱۹۸۲ ادامه داشت از این شهر اداره می‌شد.

## شرح قیام
آوریل ۱۹۶۴ در چندین شهر سوریه قیام‌هایی علیه دولت بعثی به پا شد که حمات در مرکزیت آن‌ها قرار داشت. اسلامگرایان مسیر ورود و خروج شهر را بستند، کنترل انبارهای غذا و اسلحه را به دست گرفتند و مغازه‌های شراب را تخریب کردند. این افراد توسط شیخ محمد الحمید،امام جماعت مسجد سلطان حمات به قیام تشویق شده بودند و توسط برخی از تجار شهر حمایت مالی می‌شدند. مسجد سلطان به مرکز فرماندهی قیام کنندگان بدل شده بود و از آن هم به عنوان محل نماز و هم انبار مهمات استفاده می‌کردند.
حمد ابید، فرمانده گارد ملی سوریه، مأمور سرکوب قیام شد و به نیروهای زرهی و هوایی ارتش دستور داد تا به حمات حمله کنند. سر انجام پس از دو روز درگیری بین ارتش سوریه و قیام کنندگان حمات آن‌ها مجبور به عقب‌نشینی به سمت مسجد سلطان شدند. رئیس‌جمهور امین الحافظ به ارتش دستور داد تا نیروهای قیام را به کلی نابود کنند و بدین ترتیب ارتش سوریه مسجد سلطان را بمباران کرد که با فروریختن گنبد آن شمار زیادی از شورشیان کشته شدند؛ بنابراین نیروهای ارتش موفق به سرکوب قیام شدند  و ۷۰ الی ۱۰۰ نفر از اعضای اخوان المسلمین کشته شدند.

## کتب مرجع
- Dumper, Michael; Stanley, Bruce E.; Abu-Lughod, Janet L. (2007), Cities of the Middle East and North Africa: A Historical Encyclopedia, ABC-CLIO, ISBN 978-1-57607-919-5
- Seale, Patrick (1990). Asad: The Struggle for the Middle East. University of California Press. ISBN 978-0-520-06976-3.